# Rally de Cantabria de 2002
El Rally de Cantabria de 2002, oficialmente 24.º Rallye Santander Cantabria, fue la vigésimo cuarta edición y la segunda cita de la temporada 2002 del Campeonato de España de Rally. Se celebró del 11 al 12 de mayo y contó con un itinerario de doce tramos que sumaban un total de 162,5 km cronometrados.

## Itinerario
| Día   | Tramo | Nombre                 | Distancia | Ganador     | Líder       |
| ----- | ----- | ---------------------- | --------- | ----------- | ----------- |
| Día 1 | TC1   | Beranga                | 17.55 km  | Jesús Puras | Jesús Puras |
| Día 1 | TC2   | Guriezo                | 13.05 km  | Jesús Puras | Jesús Puras |
| Día 1 | TC3   | Limpias                | 9.33 km   | Jesús Puras | Jesús Puras |
| Día 1 | TC4   | Beranga 2              | 17.55 km  | Jesús Puras | Jesús Puras |
| Día 1 | TC5   | Guriezo 2              | 13.05 km  | Jesús Puras | Jesús Puras |
| Día 1 | TC6   | Limpias 2              | 9.33 km   | Jesús Puras | Jesús Puras |
| Día 2 | TC7   | Villasuso-Los Llares   | 14.64 km  | Jesús Puras | Jesús Puras |
| Día 2 | TC8   | Castillo Pedroso       | 14.68 km  | Jesús Puras | Jesús Puras |
| Día 2 | TC9   | Villacarriedo-Esles    | 12.00 km  | Jesús Puras | Jesús Puras |
| Día 2 | TC10  | Villasuso-Los Llares 2 | 14.64 km  | Jesús Puras | Jesús Puras |
| Día 2 | TC11  | Castillo Pedroso 2     | 14.68 km  | Jesús Puras | Jesús Puras |
| Día 2 | TC12  | Villacarriedo-Esles 2  | 12.00 km  | Jesús Puras | Jesús Puras |

## Clasificación final
| Pos. | Piloto                | Copiloto               | Automóvil                    | Tiempo         | Diferencia |
| ---- | --------------------- | ---------------------- | ---------------------------- | -------------- | ---------- |
| 1.   | Jesús Puras           | Carlos del Barrio      | Citroën Xsara WRC            | 1:42:03.0      | 0.0        |
| 2.   | Enrique García Ojeda  | Luis Raquel Fernández  | Peugeot 106 Maxi             | 1:46:31.0      | +4:28      |
| 3.   | Santi Concepción      | Víctor del Rosario     | Mitsubishi Lancer Evo VI     | 1:47:03.0      | +5:00      |
| 4.   | Sergio Vallejo        | Diego Vallejo          | Fiat Punto S1600             | 1:47:48.0      | +5:45      |
| 5.   | Manuel Muniente       | Borja Rozada           | Peugeot 206 S1600            | 1:47:58.0      | +5:55      |
| 6.   | Dani Sordo            | Amadeo Aguirre         | Mitsubishi Carisma GT Evo VI | 1:47:58.0      | +7:34      |
| 7.   | Joan Vinyes           | Xavier Lorza           | SEAT Ibiza GTi 16V           | 1:50:14.0 0:10 | +8:11      |
| 8.   | Miguel Martínez-Conde | Adrián Ruíz            | Renault Clio Sport           | 1:50:26.0 0:10 | +8:23      |
| 9.   | José Piñón            | Enrique Velasco        | Renault Clio Sport           | 1:50:26.0      | +8:23      |
| 10.  | Manuel Cabo           | Eduardo González Arias | Citroën Saxo Kit Car         | 1:50:44.0      | +8:41      |